# Дейонг, Альберт
	Альберт Дейонг (нидерл. Albert Dejonghe; 14 февраля 1894, Мидделкерке, Бельгия — 9 февраля 1981, Мидделкерке, Бельгия) — бельгийский профессиональный шоссейный велогонщик. Победитель велогонки Париж — Рубе (1922)

## Достижения
1913
3-й Тур Бельгии — Генеральная классификация
1919
1-й — Этап 2 Circuit des Champs de Bataille
3-й Бордо — Париж
1920
2-й Тур Фландрии
2-й Тур Бельгии — Генеральная классификация
3-й Париж — Тур
1922
1-й Париж — Рубе
1923
1-й — Этап 4 Тур де Франс
3-й Тур Фландрии
1925
5-й Тур де Франс — Генеральная классификация
7-й Париж — Рубе
1926
1-й Париж — Анже
6-й Тур де Франс — Генеральная классификация

### Гранд-туры
| Гранд-тур      | 1914 | 1915 | 1916 | 1917 | 1918 | 1919 | 1920 | 1921 | 1922 | 1923 | 1924 | 1925 | 1926 |
| -------------- | ---- | ---- | ---- | ---- | ---- | ---- | ---- | ---- | ---- | ---- | ---- | ---- | ---- |
| Джиро д’Италия | —    | НП   | НП   | НП   | НП   | НП   | —    | —    | —    | —    | —    | —    | —    |
| Тур де Франс   | НФ   | НП   | НП   | НП   | НП   | НФ   | НФ   | НФ   | НФ   | НФ   | НФ   | 5    | 6    |

| —  | Не участвовал               |
| НП | Соревнование не проводилось |
| НФ | Не финишировал              |